# With you (cluppoの曲)
「With you」（ウィズユー）は、cluppoの楽曲。2022年7月7日に各音楽配信サービスにてリリースされた。

## 概要
前作『PEACE&LOVE』から約1年ぶりとなる配信シングル。
本作は、初のアニメタイアップ曲となっており、テレビアニメ『咲う アルスノトリア すんっ！』にエンディングテーマとして書き下ろした楽曲となっている。

## タイアップ
With you
テレビアニメ『咲う アルスノトリア すんっ！』エンディングテーマ